# Discurria insessa
Espèce
Discurria insessa est une espèce de mollusques gastéropodes de la famille des Lottiidae.

## Répartition
Discurria insessa se rencontre dans les océans Pacifique et Arctique, depuis l'Alaska jusqu'au Mexique en passage par le Canada et les États-Unis.

## Description
En 1842, en faisait la description suivante :

« Petite coquille brune cornée, remarquable par les marques blanches sur l'apex, généralement au nombre de trois, mais parfois au nombre de quatre, la centrale étant plutôt la plus grande. »

.
Sa taille est d'environ 20 mm.

## Classification
Le nom valide complet (avec auteur) de ce taxon est Discurria insessa (Hinds, 1842).
L'espèce a été initialement classée dans le genre Patella sous le protonyme Patella insessa Hinds, 1842,.
Discurria insessa a pour synonymes :
- Acmaea insessa (Hinds, 1842)
- Notoacmea insessa (Hinds, 1842)
- Patella insessa Hinds, 1842

### Publication originale
- (en) Richard Brinsley Hinds, « Descriptions of new Shells », Annals and Magazine of Natural History, Londres, 1re série, vol. 10, no 63,‎ octobre 1842, p. 81-84 (ISSN 0374-5481, lire en ligne, consulté le 12 août 2024).